# 相賀照郷

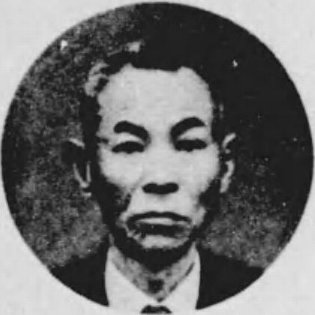
相賀照郷

相賀 照郷（あいが てるさと、1873年〈明治6年〉11月9日 - 1950年〈昭和25年〉11月17日）は、日本の警察・台湾総督府官僚。佐世保市長。　

## 経歴
佐賀県杵島郡富岡村（現:武雄市）で、佐賀県士族・相賀照忠の長男として生まれる。1896年7月、第五高等学校を卒業。1900年7月、東京帝国大学法科大学法律学科（英法）を卒業。同月、逓信省に入省し鉄道書記となる。1902年11月、文官高等試験行政科試験に合格した。
1903年3月、内務省に転じ警視庁属兼同庁警部となる。以後、警視庁警視、府中警察署長を務める。1905年5月、関東州民政署に転じ民政署警視に就任。以後、金州支署長、関東都督府金州民政署長、同旅順民政署長、同大連民政署長などを歴任し、1912年12月に休職となる。
1914年8月、台湾総督府に転じ同府事務官兼臨時台湾総督府工事部事務官に就任。以後、嘉義庁長、土木局長、台北州知事、警務局長、警察官及び司獄官練習所長、内務局長、土木局長心得などを歴任。1924年10月2日、依願免本官となり退官した。嘉義庁長時に嘉南平原の灌漑設備建設を提言し、その実施調査が行われたが予算の点から実現しなかった。
1926年6月、佐世保市長に就任。1927年4月、東彼杵郡佐世村、日宇村の編入を実施。同年には市民からの要望が強かった市電の代りに市営自動車の運行を開始し、それに伴う既存運送業者への補償問題の解決に尽力。1930年6月市長を任期満了で退任。1934年11月、再び佐世保市長に就任。市街地の拡大に伴う新町名を実施。また、1938年4月に北松浦郡相浦町の編入を実現した。市長を二期務めて1940年3月に退任した。